# 首府走廊號列車
首府走廊号列车是一条由美铁營運、加州運輸部資助、长168英里（270）的客运列車线，全线位于加州，从1991年开始营运。线路起于舊金山灣區南灣聖荷西的狄里登車站 ，經奧克蘭傑克倫敦廣場車站，终于首府萨克拉门托的河谷站，几乎与880號州際公路和80號州際公路平行，每天另有一趟列车在抵达萨克拉门托后继续往東前往位于內華達山脚下的奥本。

## 历史
这条线路因为连接曾经（1849年－1851年）的加州州議會所在地圣荷西和现在的首府萨克拉门托而得名。此线还经过另外两个曾经的首府——瓦列霍和贝尼西亚。

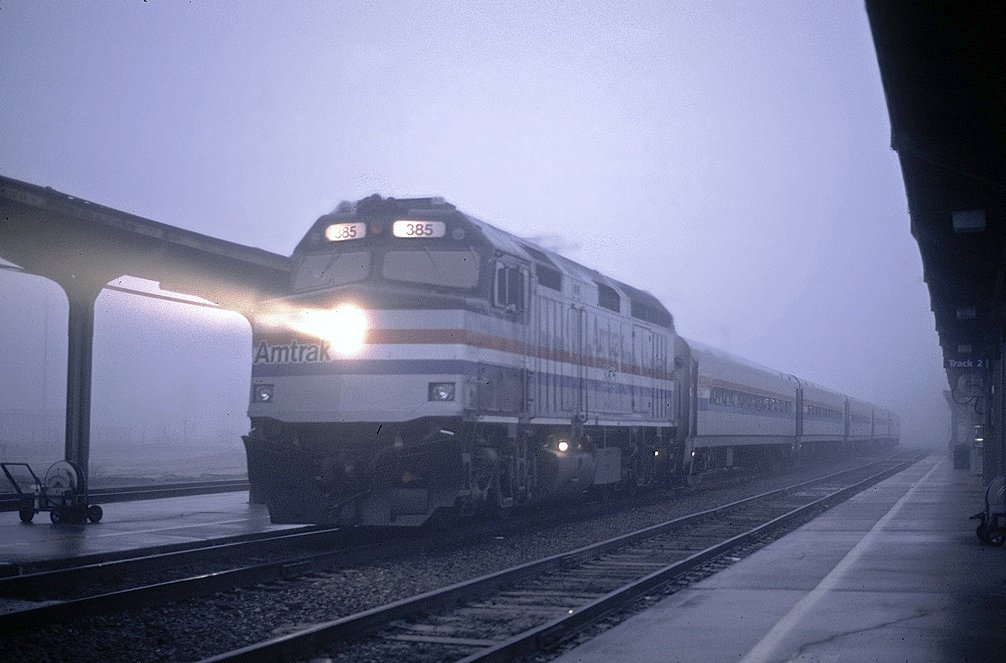
一列議會走廊的列车在萨克拉门托河谷站，摄于1995年

在90年代初，美铁在旧金山湾区有三条线路：从奥克兰到芝加哥的加州和風號、从洛杉矶到西雅圖的海岸星光號和从贝克斯菲尔德到奥克兰的圣华金线。其中，只有海岸星光号有来往圣何塞和萨克拉门托的列车，而且每天只有一趟，还是在不利于出行的时间。最后一趟来往于奥克兰和萨克拉门托的“参议员号”（由南太平洋运输公司承运）也在1962年5月31日终止。:1401990年，加州的选举人通過了两项提案，其中1.05亿美元的拨款被用来扩充此线路的服务。这个新增加的服务就是議會号 (Capitols) 列車。議會號由1991年12月12日开始服务，提供每天3个来回于圣何塞和萨克拉门托的车次，其中还有一个来回会延长至沙加緬度东方的罗斯维尔。 后来，线路改为现在的名字，以避免和东海岸的首都特快混淆。1998年，前往科尔法克斯的延长线，由于缺乏客流量，停止了服务。目前大部分北行的列车都会终于萨克拉门托，再通过美铁运营的直达巴士前往更东面的城镇，只有一个来回的车次会前往奥本。
在2005年和2017年，线路上分别新建了两个嵌入站：奥克兰竞技场站和費爾菲爾德的Fairfield–Vacaville station。

### 未来发展

#### 新车站
有计划提出在赫拉克勒斯、贝尼西亚、和狄克逊设站。另外，作为邓巴顿铁路走廊计划的一部分，联合市站将扩建为一个连接灣區捷運和阿尔塔蒙特走廊特快枢纽。目前，改造计划已经得到了联合市和湾区捷运的拨款。

### “愿景计划”
愿景计划，全称首府走廊号改造愿景计划（Capitol Corridor Vision Implementation Plan）是一个长期的服务提升计划的大纲。近期的改造包括圣何塞段的双线、海岸线(UPR)的改道、在費利蒙的新停车换乘式车站和愛莫利維爾-里奇蒙段的轨道优化。远期计划包括在杰克伦敦广场附近的地下段、萨克拉门托-马丁内斯段的改道和最终的電氣化。